# Piteå landskommun
Piteå landskommun var en tidigare kommun i  Norrbottens län.

## Administrativ historik
När 1862 års kommunalförordningar trädde i kraft bildades över hela landet cirka 2 400 landskommuner (indelningen baserades på socknarna) samt 89 städer och ett mindre antal köpingar.
Det kunde förekomma att en stad och en angränsande landskommun fick samma namn.
I Piteå socken utanför Piteå stad i Norrbotten inrättades Piteå landskommun.
År 1916 bröts Norrfjärdens landskommun ut och två år senare även Hortlax landskommun.
Holmarna Lilla Björn och Olsvensakallen överfördes till Norrfjärdens landskommun 1933.
Kommunreformen 1952 påverkade inte indelningarna i området, då varken Västerbottens eller Norrbottens län berördes av reformen.
I samband med arbetet inför kommunreformen 1971 gick år 1967 såväl Piteå landskommun som de tidigare utbrutna kommunerna samman med Piteå stad, som 1971 blev Piteå kommun.

### Kyrklig tillhörighet
I kyrkligt hänseende tillhörde kommunen Piteå landsförsamling.

## Kommunvapnet
Blasonering: I fält av guld en sparre, åtföljd nedan av ett treblad, bägge röda.
Detta vapen fastställdes av Kungl. Maj:t den 6 november 1952. Se artikeln om Piteå kommunvapen för mer information.

## Geografi
Piteå landskommun omfattade den 1 januari 1952 en areal av 2 302,98 km², varav 2 220,06 km² land.

### Tätorter i kommunen 1960
| Tätort        | Folkmängd |
| ------------- | --------- |
| Munksund      | 2 112     |
| Öjebyn        | 1 544     |
| Piteå, del av | 1 070     |
| Roknäs        | 934       |
| Lillpite      | 518       |
| Långträsk     | 341       |
| Sikfors       | 278       |
| Svensbyn      | 263       |
| Norra Pitholm | 237       |
| Degerängen    | 235       |
| Södra Pitholm | 232       |
| Storsund      | 228       |

- Tätorten Piteå var delad mellan Piteå landskommun och Piteå stad

Tätortsgraden i kommunen var den 1 november 1960 58,3 procent.

## Politik

### Mandatfördelning i valen 1938-1962
| 6 | 25 | 7 | 2 |

| 35 |

| 6 | 25 | 5 | 4 |

| 38 |

| 8 | 22 | 8 | 2 |

| 35 |

| 5 | 26 | 7 |  |  |

| 37 |

| 5 | 25 | 6 | 2 | 2 |

| 35 |

| 4 | 25 | 7 |  | 3 |

| 35 |

| 4 | 26 | 7 |  | 2 |

| 36 |

### Fotnoter
1. ↑  SCB Folkräkningen 1930 del 1 Arkiverad 24 september 2015 hämtat från the Wayback Machine. sida 195 i pdf:en anm. till Norrbottens län not 2
2. 1 2  SCB: Folkräkningen 1950 del 1 Arkiverad 29 oktober 2013 hämtat från the Wayback Machine. sida 18 & 190 i pdf:en
3. ↑  Andersson, Per (1993). Sveriges kommunindelning 1863–1993. Mjölby: Draking. Libris 7766806. ISBN 91-87784-05-X
4. ↑  ”Svenska Heraldiska Föreningens vapendatabas”. Arkiverad från originalet den 18 oktober 2012. https://web.archive.org/web/20121018011750/http://databas.heraldik.se/index.php. Läst 11 januari 2010.
5. ↑  SCB Folkräkningen 1960 del 2 Arkiverad 24 september 2015 hämtat från the Wayback Machine. sida 46 i pdf:en